# Tullbergiidae
Tullbergiidae is een familie van springstaarten en telt 214 beschreven soorten.

## Taxonomie
- Geslacht Anaphorura (1 soort)
- Geslacht Boudinotia (1 soort)
- Geslacht Clavaphorura (1 soort)
- Geslacht Delamarephorura (1 soort)
- Geslacht Dinaphorura (14 soorten)
- Geslacht Doutnacia (5 soorten)
- Geslacht Fissuraphorura (7 soorten)
- Geslacht Jevania (2 soorten)
- Geslacht Karlstejnia (5 soorten)
- Geslacht Marcuzziella (1 soort)
- Geslacht Mesaphorura (61 soorten)
- Geslacht Metaphorura (8 soorten)
- Geslacht Multivesicula (6 soorten)
- Geslacht Najtiaphorura (4 soorten)
- Geslacht Neonaphorura (9 soorten)
- Geslacht Neotullbergia (5 soorten)
- Geslacht Paratullbergia (9 soorten)
- Geslacht Pongeiella (4 soorten)
- Geslacht Prabhergia (3 soorten)
- Geslacht Psammophorura (2 soorten)
- Geslacht Rotundiphorura (1 soort)
- Geslacht Scaphaphorura (5 soorten)
- Geslacht Sensilatullbergia (1 soort)
- Geslacht Spicatella (1 soort)
- Geslacht Stenaphorura (4 soorten)
- Geslacht Stenaphorurella (5 soorten)
- Geslacht Tasphorura (1 soort)
- Geslacht Tillieria (3 soorten)
- Geslacht Tullbergia (35 soorten)
- Geslacht Tullbergiella (2 soorten)
- Geslacht Wankeliella (6 soorten)
- Geslacht Weinera (1 soort)